# Christmas Tree EXEC
In informatica Christmas Tree EXEC è considerato il primo worm ad aver compromesso porzioni rilevanti delle reti informatiche. La sua circolazione iniziò nel dicembre del 1987. 
Il worm fu scritto da uno studente tedesco della Technische Universität Clausthal utilizzando il linguaggio di programmazione REXX. La sua propagazione avveniva sfruttando la posta elettronica con messaggi che si presentavano come auguri natalizi. Il worm è anche noto come CHRISTMA EXEC dal nome del file che lo conteneva scritto secondo lo standard per i nomi di file del sistema IBM VM del tempo.  
L'esecuzione del codice di Christmas Tree EXEC determinava la comparsa sullo schermo di un semplice albero di Natale realizzato con la tecnica dell'ASCII art ed affiancato da una breve frase di augurio: A VERY HAPPY CHRISTMAS AND MY BEST WISHES FOR THE NEXT YEAR. Contemporaneamente però il worm eseguiva anche la lettura dei contatti di posta elettronica presenti sul computer per poi inviare una copia di se stesso a ciascuno dei destinatari individuati. Questo meccanismo d'azione permise ad Christmas Tree EXEC di raggiungere picchi di diffusione molto elevati per l'epoca e tali da causare pesanti disservizi sulle reti informatiche European Academic Research Network (EARN), BITNET ed IBM VNET. 
La modalità di diffusione impiegata da Christmas Tree EXEC è stata ripresa negli anni successivi da altri worm. Nel 2000 ad esempio il worm ILOVEYOU sfruttò le stesse dinamiche diffondendosi tramite posta elettronica. Mentre CHRISTMA EXEC era scritto in REXX e agiva essenzialmente sui mainframe di fine anni ottanta, ILOVEYOU era scritto in VBScript ed era in grado di infettare i personal computer con sistema operativo Windows.